# ヨハン・イェンセン

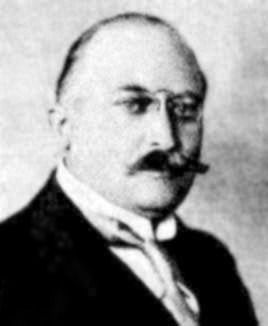

ヨハン・イェンセン（Johan Ludwig William Valdemar Jensen、1859年5月8日 - 1925年3月5日）はデンマークの数学者、技術者。コペンハーゲン電話会社で勤務する傍ら数学者として活動した。1892年から1903年までデンマーク数学会の会長を務めた。
イェンセンの不等式に名を残している。またイェンセンは1915年複素解析の分野でイェンセンの公式を証明した。
アグナー・アーランはデンマーク数学会でイェンセンと知り合い、コペンハーゲン電話会社に技術者として入社した。